# SM벡셀
SM벡셀(SM Bexel Co, Ltd.)은 배터리 제조를 전문으로 하는 대한민국의 화학 기업이다. 
본사는 서울특별시 강서구 마곡동 R&D 산업단지와 경상북도 구미시 공단동에 위치하고 있으며, 기업명 중 벡셀은 "Beyond Excellence"의 약칭이다.
지코는 1961년 4월 정일공업사로 창립한 뒤 1975년 4월 15일 정일공업(주)으로 법인전환하였다. 1985년 현대자동차(주)와 계열화 공동사업 승인을 받았고, 1990년 부설 기술연구소를 설립하였다. 1992년 주식 장외거래 업체로 등록한 뒤 1994년 12월 기업공개를 하고 증권거래소에 주식을 상장하였다. 
1998년 11월 화의개시 결정을 받았으며, 2001년 5월 (주)지코로 명칭을 변경하였다. 2002년 1월 화의가 종결되어 관리종목에서 해제되었고, 2003년 5월 일본 고요세이코 사와 베어링 제조 합작회사를 설립하였다. 2005년 11월 NF 소나타 내수용(세타엔진) 워터펌프 가공조립라인을 도입하였고 2006년 7월 평택공장이 자동차 분야의 품질경영시스템인 ISO/TS 16949 인증을 획득하였다. 2008년 3월 아산공장을 신설하였고, 2009년 6월 TS 16949:2002 인증을 획득하였다. 주요 사업은 워터펌프·오일펌프 등 자동차 부품의 제조와 판매이다. 2022년 4월 벡셀과 합병되어 SM벡셀로 명칭을 변경하였다.
벡셀은 1978년에 설립한 서울통상(서통)의 전지사업부가 시초로, 설립 당시부터 경상북도 구미시에 생산라인이 있었다. 당시 서통의 건전지 브랜드는 썬파워였다. 벡셀 브랜드는 1999년에 썬파워 브랜드의 후속으로 런칭했으며, 2001년 1월에 벡셀 법인으로 분사한 후 2005년 12월에 SM그룹 계열로 편입되어 현재에 이르고 있다.
건전지 외에는 충전지, 보조배터리, 손전등, TV 등의 다른 전자제품들도 제조한다. 충전지는 기존 Ni-MH 외에 18650 규격의 원통형 리튬 이온 전지도 나온다. 서통 썬파워 시절부터 경상북도 구미시 공단동에서 생산하며, 로케트전기와 함께 대한민국에서 건전지를 생산하는 기업의 하나이다. 

## 같이 보기
- 대한민국의 경제